# گوستاو اسکاشگورد
گوستاو اسکاشگورد (سوئدی: Gustaf Skarsgård; سوئدی: [ˈgɵstˌav ˈskɑ:ʂɡo:ɖ] ()؛ زادهٔ ۱۲ نوامبر ۱۹۸۰) بازیگر اهل سوئد است.
از کارهایی که وی در آن نقش داشته است، می‌توان به فیلم‌هایی مثل راه بازگشت، نام رمز کُک روژ، شیطان، نامرئی، مجموعه وایکینگ‌ها و فصل دوم مجموعه تلویزیونی وست‌ورلد اشاره کرد.